# Binn
Binn és una comuna situada al districte de Goms, al cantó de Valais, a Suïssa. Limita a nord amb la comuna d'Ernen, al nord-est amb Reckingen-Gluringen, a l'est amb Formazza (Itàlia), al sud amb Baceno (Itàlia), i a l'oest amb Grengiols.
Segons el cens de l'any 2017 hi viuen 142 persones. S'hi troba la pedrera Lengenbach, destacada entre la comunitat mineralògica pels seus exemplars inusuals de sulfosals, on s'han descobert 45 espècies minerals.